# Євстахій (Єло-Малинський)
Євстáхій Єло-Мали́нський гербу П'ятиріг (Євстафій, Остафій; пол. Eustachy Jeło Maliński herbu Pietyrog) (? — імовірно, жовтень 1620) — єпископ Української греко-католицької церкви; з 1609 року — єпископ Луцький і Острозький.

## Життєпис
Походив з шляхетського роду Єло-Малинських гербу П'ятиріг. Син Михайла Єло-Малинського та Богдани Яловицької. У 1574–1575, 1577, 1578, 1581 роках тримав луцьке війтівство. У 1580–1589 роках обіймав посаду луцького гродського судді. 1589 року обирався в числі депутатів від Волині для редакції Литовського статуту. 1590 року призначається підстаростою луцьким.
15 травня 1602 року Євстахій Єло-Малинський згадується серед тих, хто засвідчив угоду між старостою і ключником луцьким Миколою Семашком та Яном Кашевським (Кошовським) м. Острожець з присілками у Луцькому повіті Волинського воєводства.
Після смерті Кирила Терлецького король номінував його 30 травня 1607 р. на єпископа Луцького і Острозького. 5 червня 1607 р. Єло-Малинський склав присягу як новономінований єпископ Луцька. Однак єпископські свячення кілька років відкладались. 11 серпня 1607 року кардинал Боргезе надав нунцієві дозвіл звільнити Єло-Малинського від перешкоди до єпископських свячень, оскільки той попередньо був тричі одруженим. 1 березня 1609 року нунцій повідомив кардинала Боргезе, що зважаючи на труднощі, нового єпископа на Луцьку єпархію ще не висвячено, однак король вже надіслав наказ митрополитові Іпатію Потію висвятити кандидата. 31 березня 1609 року його згадано як єпарха Луцького й Острозького.
Помер наприкінці 1620 чи на початку 1621 року.